# خطابات بوزن

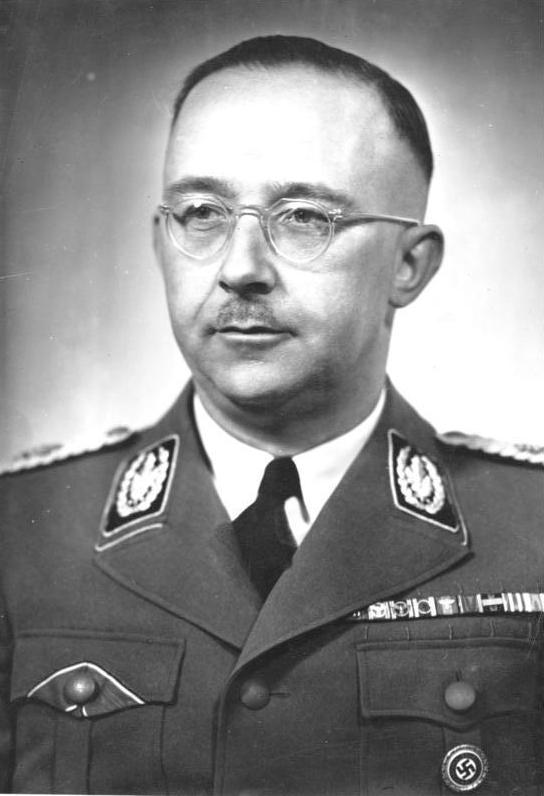

كانت خطابات بوزن خطابين من قبل هاينريش هيملر، رئيس شوتزشتافل ألمانيا النازية، في 4 و 6 أكتوبر 1943 في قاعة بلدية بوزن (بوزنان)، في بولندا المحتلة من قبل ألمانيا. التسجيلات هي أول الوثائق المعروفة التي تحدث فيها أحد أعضاء مجلس وزراء هتلر عن الإبادة المستمرة لليهود في معسكرات الإبادة. إنهم يوضحون أن الحكومة الألمانية أرادت المحرقة وخططت لها ونفذتها.

## نظرة عامة
خطابات بوزن في أكتوبر 1943 هي اثنان من 132 خطابًا تم الحصول عليها بأشكال مختلفة، والتي هاينريش هيملر، رئيس شوتزشتافل. أجريت أمام مسؤولي الحزب النازي. أعطيت الكلمة الأولى قبل 92 ضباط قوات الأمن الخاصة، والثانية قبل الرايخ سليتر وغاولايتر، فضلا عن ممثلين حكوميين آخرين. يشكلون بعضًا من أهم خطابات هيملر خلال الحرب، حيث يظهرون دور هيملر «كمهندس للحل النهائي» ورؤيًا لسباق النخبة ليتم دعمه من الآن فصاعدًا من قبل دولة SS.
على الرغم من أن الإبادة الجماعية لليهود لم تكن الموضوع المركزي في أي منهما، فإن كلاهما يحمل أهمية تاريخية في الإشارة إليه. استغنى هيملر عن العبارات الملطفة المعتادة  وتحدث صراحة عن إبادة اليهود عن طريق القتل الجماعي، الذي صوره على أنه مهمة تاريخية للنازيين. أصبح هذا الاتصال واضحًا في خمسة خطابات أخرى ألقيت بين ديسمبر 1943 ويونيو 1944 لقادة الفيرماخت.
في الأدبيات، كان يُعرف فقط الخطاب الأول باسم «خطاب بوزن» حتى عام 1970. غالبًا ما يُخطئ الخطاب الثاني، الذي تم الكشف عنه في ذلك الوقت، على أنه الأول أو مساوٍ له. [بحاجة لمصدر]

## السياق التاريخي
ألقى هيملر الخطب في وقت كانت فيه الانتكاسات العسكرية الألمانية تتصاعد وكانت القيادة السياسية والعسكرية النازية تعبر عن القلق بشكل خاص. في مؤتمر الدار البيضاء في يناير 1943، قرر الحلفاء أن النتيجة الوحيدة المقبولة للحرب هي استسلام ألمانيا غير المشروط. كان النصر السوفياتي في معركة ستالينجراد في 2 فبراير 1943 نقطة تحول في الحرب. أعلن الرئيس الأمريكي فرانكلين روزفلت محاكمة المسؤولين عن الحرب والإبادة الجماعية في 12 فبراير، وهو ما وافق عليه الكونجرس الأمريكي في 18 مارس. هبطت القوات الأمريكية والبريطانية في صقلية في 7 يوليو 1943 وغزت البر الرئيسي الإيطالي بنجاح في 3 سبتمبر، وبعد الهدنة الإيطالية في 8 سبتمبر، تقدمت تدريجياً شمالاً. في 1 أكتوبر، تم تحرير نابولي من الاحتلال الألماني.
تحطمت الآمال الألمانية في استعادة المبادرة العسكرية على الجبهة الشرقية بفشل معركة كورسك في أوائل يوليو، وأدى الهجوم المضاد السوفييتي الهائل الناتج إلى تراجع ألماني دائم لما تبقى من الحرب. في الأسبوع 27 يوليو - 3 أغسطس 1943، هاجمت غارات الحلفاء هامبورغ في عملية Gomorrah، وتضرر مركز التسلح في بينامونده بشدة من عملية هيدرا ليلة 17-18 أغسطس، مما عطل بشكل خطير تطوير الأسلحة في. في الوقت نفسه نمت المقاومة ضد القوات الألمانية في الأراضي المحتلة الغربية، وأعلنت حالة الطوارئ في النرويج (17 أغسطس) والدنمارك (29 أغسطس). خطط المنشقون النازيون لإعادة تنظيم ألمانيا (دائرة كريساو) ومحاولات اغتيال أدولف هتلر (مما أدى إلى «عملية فالكيري» 20 يوليو 1944). تم تقديم سياسة الأرض المحروقة في 4 سبتمبر للانسحاب على الجبهة الشرقية، والأحكام العرفية ضد أولئك في القوات المسلحة الذين رفضوا اتباع الأوامر، التي قدمتها الحكومة العامة في البداية في 2 أكتوبر.
في نفس الفترة، أصبح تدمير اليهود أهم هدف. في ربيع عام 1943، عملت زوندركوماندوس 1005 بكامل طاقتها، وقامت بحرق أولئك الذين قتلوا على يد أينزاتسغروبن عبر الجبهة الشرقية بأكملها، التي بلغ عدد القتلى حتى الآن 1.8 مليون يهودي. أمر هيملر بتصفية جميع الأحياء اليهودية اليهودية في ألمانيا المحتلة بولندا في 11 يونيو، وجميع السوفييت في 21 يونيو. اعتبارًا من 25 يونيو، تم الانتهاء من أربعة منشآت غرف الغاز جديدة في محتشد أوشفيتز 2 بيركيناو في محتشد أوشفيتز. في 1 يوليو، تم وضع جميع اليهود في الرايخ تحت قانون الشرطة. في 24 أغسطس تم تعيين هيملر وزيرا للداخلية، وبالتالي كانت جميع قوات الشرطة في الرايخ والأراضي المحتلة تابعة له. بحلول 19 أكتوبر، كان من المقرر إنهاء عملية راينهارد وتفكيك معسكرات الإبادة التابعة لها.
ومع ذلك، وقعت أعمال مقاومة ضد تدمير اليهود. كانت هناك تمردات السجناء في تريبلينكا (2 أغسطس 1943) وسوبيبور (14 أكتوبر 1943). قام يهود حي بياليستوك بالانتفاضة ضد تصفيتهم (16-23 أغسطس)، وساعد الدنماركيون معظم اليهود الدنماركيين على التخطيط للهروب.

## خطاب 4 أكتوبر 1943
لم يعد هيملر معظم خطاباته مسبقًا، لكنه استخدم ملاحظات مكتوبة بخط اليد بدلاً من ذلك. منذ نهاية عام 1942، لم تعد محاضراته اللفظية موثقة باختصار، ولكن تم تسجيلها عبر الفونوغراف على لوحات الشمع الرئيسية. ثم تم كتابة هذه التسجيلات من قبل إس إس- أونتشتونفوهرر Werner Alfred Wenn، الذي قام بتصحيح الأخطاء النحوية الواضحة واستكمل الكلمات المفقودة. ثم أضاف هيملر تصحيحاته الخاصة المكتوبة بخط اليد، وبالتالي تم نسخ النسخة المصرح بها عبر آلة كاتبة بأحرف كبيرة ثم تم إيداعها بعيدًا.
من خطاب هيملر لمدة ثلاث ساعات في 4 أكتوبر 1943، تم اكتشاف 115 صفحة من النسخة المطبوعة النهائية (تم فقدان صفحة واحدة) بين ملفات SS وتم إرسالها إلى محاكمات نورمبرغ كوثيقة 1919-PS. في اليوم 23 من جلسة الاستماع، تمت قراءة فقرة (ولكن لا تهم المحرقة). هناك تسجيل حي باق لهذا الخطاب، مما يسمح بفحص الاختلافات بين النسخة المنطوقة والنسخة المنسوخة. هم قاصرون، ولا يشوهون بأي حال من الأحوال.

### «إبادة الشعب اليهودي»
يتحدث هيملر بشكل صريح عن الإبادة الجماعية لليهود، وهو أمر لم يكن قد تم القيام به من قبل من قبل ممثل الحزب النازي حتى هذه النقطة:
ثم يمدح هيملر عقلية رجل SS، ويكرس ما يقرب من 30 صفحة من 116 صفحة لفضائلهم بالإضافة إلى واجبهم في أن يصبحوا الطبقة الحاكمة في أوروبا خلال 20 إلى 30 عامًا.

### قائمة المراجع
- International Milit Militärgerichtshof Nürnberg (IMT): Der Nürnberger Prozess gegen die Hauptkriegsverbrecher. Delphin Verlag، Nachdruck München 1989، (ردمك 3-7735-2523-0) ، الفرقة 29: Urkunden und anderes Beweismaterial
- برادلي إف سميث، أغنيس إف بيترسون (Hrsg.): هاينريش هيملر. Geheimreden 1933–1945 ، Propyläen Verlag ، فرانكفورت أم برلين، برلين / فيينا 1974، (ردمك 3-549-07305-4)
- Peter Longerich : Der ungeschriebene Befehl ، Munich 2001، (ردمك 3-492-04295-3)
- ريتشارد بريتمان: Himmler und die Vernichtung der europäischen Juden. Schöningh ، Sammlung zur Geschichte und Gegenwart ، 1996، (ردمك 3-506-77497-2)